# Diogo Ramos
Ne doit pas être confondu avec Diego Ramos.
Diogo Ramos, né le 18 novembre 1977 à São Paulo au Brésil, est un auteur-compositeur-interprète québécois.

## Biographie
Il est originaire d'une famille de migrants de Bahia. Sa musique s’inscrit dans la longue tradition des chansonniers populaires brésiliens. Ayant étudié la musique, spécialement la guitare, depuis l'âge de 13 ans. Ramos a reçu le prix Vinicius de Moraes, en tant que guitariste, à l'âge de 16 ans.
Il travaille professionnellement depuis 25 ans en tant que réalisateur de musique, avec l'accomplissement de 20 albums entre la composition et la réalisation.
En 2010, il quitte le Brésil pour s’établir à Montréal où il obtient le titre de bachelier en interprétation guitare, à l'Université du Québec à Montréal. Il s'est fait remarquer sur la scène musicale montréalaise, en collaborant avec des artistes tels que Yves Lambert, Bïa, Imposs, Paulo Ramos, Boogát (en), Flavia Nascimento, Rommel Ribeiro et Blanche Baillargeon.
En 2018, Diogo Ramos lance son album conceptuel Samba sans Frontières, où il rend hommage à son pays d’adoption par l’interprétation des pièces de Gilles Vigneault, Félix Leclerc, Pierre Perrault et ses compositions où le portugais et français s'entremêlent. Son single Liberté je t’aime, lancé en 2020 pendant la pandémie, fait le tour du monde.
Diogo Ramos est récipiendaire de la bourse recherche et création du Conseil des arts et des lettres du Québec 2021 et 2017. En 2020, il obtient la bourse Musicaction. En 2019, il a reçu le prix le Cumplices du MAI (Montréal, arts interculturels). Il a également obtenu le prix Coup de cœur du Conseil des arts de Montréal et Coup de cœur du MATV lors du Festival MUZ 2017 (Vision Diversité), véritable vitrine des musiques du monde Montréal.

## Discographie
- Paisages du jour tranquille - Blanche Baillargeon (2015[11])
- Vitamina - Maracujá (2015[12])
- O Momento Presente é azul - Paulo Ramos (2014)
- Dharani (Earth) - Lavanya Narasiah (2013)
- Egológico Recycle - Rommel Ribeiro (2012)
- 2º Tempo - Péri (2009)
- Lição de casa - Oswaldinho do Acordeon (2009)
- Marias do Brasil - Chico César et Barbatuques (2007)
- Ricardo Herz para crianças - Ricardo Herz (2006)
- Samba Passarinho - Péri(2005) - São Paulo
- Viva a liberdade - Banda Pau D’água (2004)
- Ecos da música Brasileira - Diogo Ramos et Sarah Oliveira/MTV (2000) - São Paulo

## Réalisations
- 2018 : Samba sans frontières[13]
- 2014 : O Momento Presente é azul de Paulo Ramos[13]
- 2012 : Egológico Recycle de Rommel Ribeiro[13]
- 2005 : Samba Passarinho de Péri
- 2004 : Viva a liberdade de la Banda Pau D’água[13]
- 2000 : Ecos da música Brasileira de Diogo Ramos et Sarah Oliveira

## Festivals
- Festival international de jazz de Montréal[13]
- Francofolies de Montréal[13]
- Festival Nuits d’Afrique (Montréal[13])
- Festival d'été de Québec[13]
- Festival du Bout du monde (Gaspé[13])

## Prix, bourses et distinctions
- 2019 : Prix le Cumplices du MAI (Montréal Arts Interculturels)[14].
- 2018 : Prix résidence Place des Arts et Vision Diversité[14],[13]
- 2018 : Coup de cœur du MATV lors du Festival MUZ[15]
- 2018 Coup de cœur du Conseil des Arts de Montréal lors du Festival MUZ[15]
- 2017 : Bourse Recherche[2] Conseil des Arts et Lettres du Québec